# KACAJ
A KACAJ egy 2020-ban alakult, pécsi székhelyű folk-pop zenekar. Zenéjük a kortárs alternatív rock, hiphop és egyéb zenei hatások vegyülete. Jellegzetes hangzásviláguk alapja a magyar népzene, melyet progresszív formában, mégis popzenei technikával értelmeznek újra.
A zenekar szlogenje: "Sírva vigad a magyar" – avagy folkpop Pécs szívéből.

## Biográfia
Első koncertjüket a 2020-as Made in Pécs fesztiválon tartották a Szabadkikötőben.
Műfaj tekintetében a népzene és a világzene színterein is tartják a frontot mind a Dunántúl fővárosában, mind országszerte. A KACAJ zenekar egy igen szedett-vedett társaság a szó pozitív értelmében. Többen aktív néptáncosként működnek a mindennapokban és emellett hobbizenészként tartoznak a zenekarhoz, van, aki profi popzenei karrierje mellett folytatja népzenei pályáját, van, kinek főállása mellett jelenti a legnagyobb szenvedélyt a népzene, van, aki még a gimnázium folyosóin is legényest fütyörészett, de rockzenei berkekből induló zenészekkel is találkozhatnak a KACAJ fiai közt. Mindezen kívül a zenekar sajátossága az is, hogy széles korosztályspektrummal rendelkezik, a fiatal suhanctól egészen az érett családapáig. Ez is azt bizonyítja, hogy a népzene egy olyan közös nyelv, ami megszünteti a korosztályok határvonalait, és jelen formáció esetén a műfaji határokkal is hasonlóképpen játszik. A KACAJ zenéje nem egy átlagosnak vett világzenei produkció. Ambiciózus zenészek közös, kreatív szellemének hála, egy olyan stílusokon átívelő hangzásvilággal találkozhatnak, ami minden korosztályban, minden ízlésvilágban hallgatóságra talál. Minden KACAJ átdolgozásnak – ahogy az éremnek is – két oldala van. A hagyomány őrzése, mely az autentikus népdalokból a dialektikus dalszövegeken át, és a tánckíséret dinamikáján keresztül megmutatkozik egy-egy összeállításban, illetve a hagyomány átadása, melyhez a zenekar sajátos felfogása szerint egyfajta modernizáció szükséges. Ennek az újításnak a kulcshangszerei a dob, mely a ritmusszekció alapköve, és a gitár, ami egy alapvető kísérő hangszerré vált, ezeken kívül mindkettő a 21. századi populáris zenei világ nélkülözhetetlen hangszere. A KACAJ zenéjének küldetése a hagyományőrzés mellett a nemzeti identitás erősítése a fiatalabb generációk számára is. Ahogy a zenekar neve is szignálja mulatságaik hangulatát, úgy szeretnék átadni zenéjüket, tisztelve és éltetve örökségünket. Mert egy KACAJ esemény nem csak egy világzenei koncertet, majd egy táncházat jelent, hanem egy egész estén átívelő teljes lelki átszellemülést népzenénk és világzenénk általuk továbbadott gyönyöreiben. A KACAJ eredetileg Katona Bálint nagypapájának zenekara volt, tőlük örökölték a nevet.
2022-ben a Yettel meghívott három ismert zenekart, akik felkaroltak egy-egy kezdő zenész csapatot, hogy egy koncertsorozat keretein belül fellépjenek "szülővárosukba", majd Budapesten a Yettel Stage 5G koncerten. A Punanny Massif választása a KACAJ-ra esett. A két banda jó viszonyban van, léptek már fel együtt a Budapest Parkban is.
2022. december 28-án az A38 Hajón az Aurevoir. vendégzenekaraként léptek fel.
2023-ban a Sziget Fesztiválon is megmutatták magukat, valamint megjelent első albumuk, az "Utólag színezett".
A banda tagjai olyan ismert zenekarokban játszottak és játszanak még, mint a Punnany Massif, az Aurevoir., illetve az Afinis. 

## Tagok

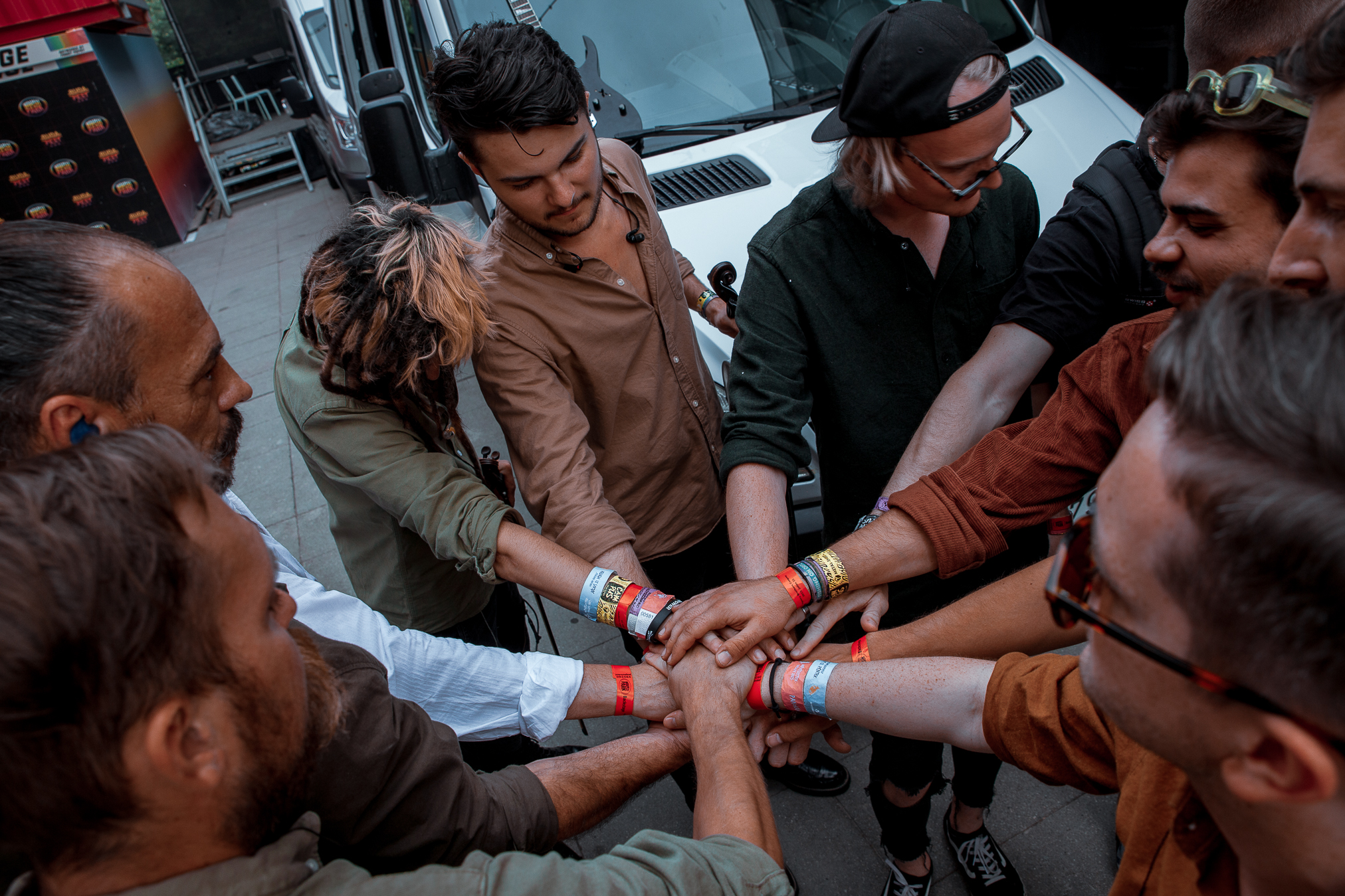
Budapest Park – KACAJ zenekar

### Jelenlegi felállás
- Múth Ádám „Ádi” – ének
- Katona Bálint „Baka” – ének, hegedű
- Kővári Dániel "Dani" – gitár, vokál
- Lipics Gergely „Geri” – hegedű, vokál
- Jusztin Levente „Lecsó” – brácsa
- Etlinger Mihály "Misi" – bőgő
- Kerekes Kornél „Keko” – dobok

### Korábbi tagok
- Kozmáry Benedek "Kozma" – gitár, vokál
- Balogh András "Bandi" – bőgő

## Diszkográfia

### Stúdióalbumok
2023. június 15-én jelent meg első lemezük "Utólag színezett" címmel.

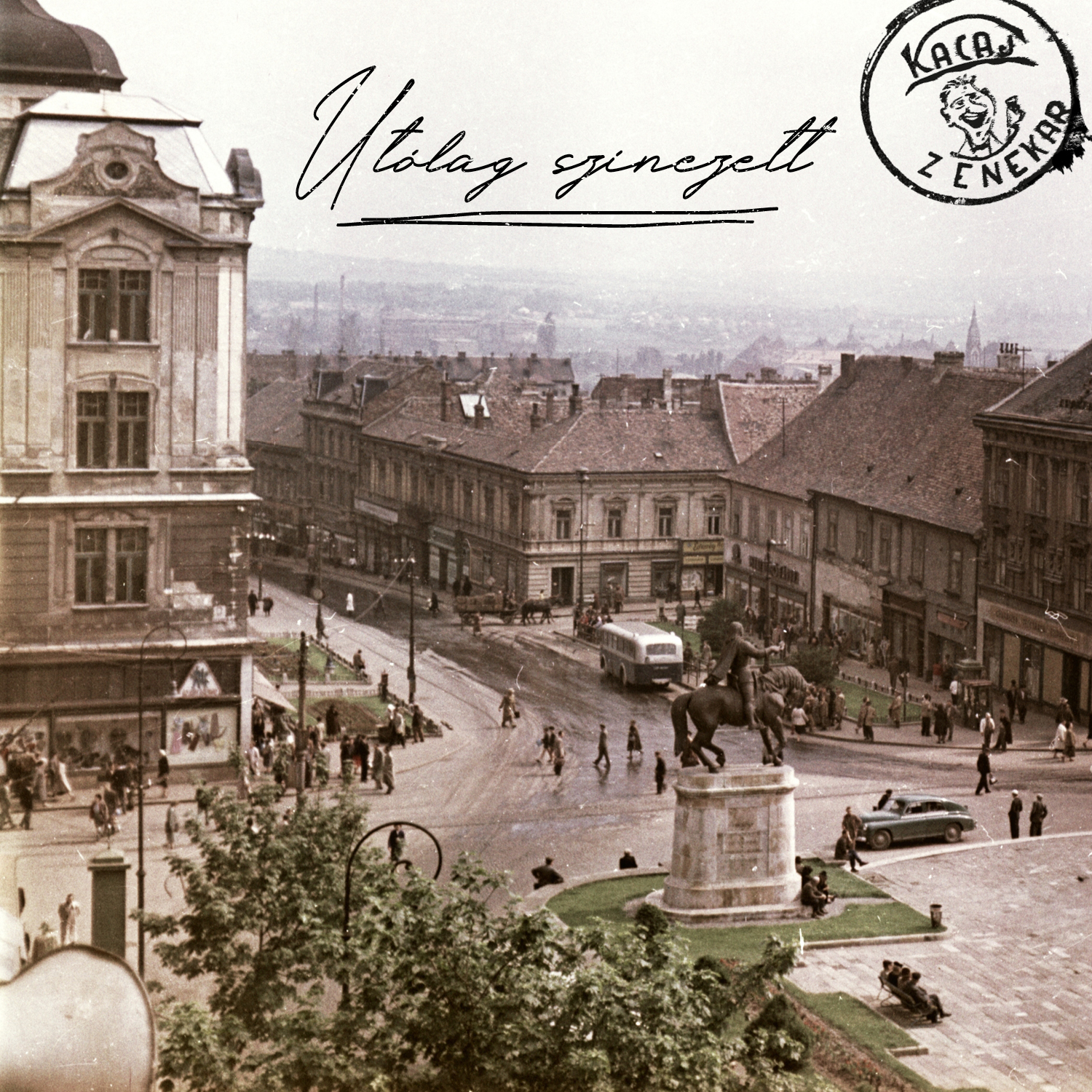
Utólag színezett – KACAJ zenekar

| Sorszám | Dal         | Perc |
| ------- | ----------- | ---- |
| 1.      | Muzsika:szó | 1:30 |
| 2.      | Árgyélus    | 2:10 |
| 3.      | Regrutás    | 4:47 |
| 4.      | Holdvilág   | 3:50 |
| 5.      | Szelidecske | 4:04 |
| 6.      | Panaszos    | 2:54 |
| 7.      | Zongorás    | 6:02 |
| 8.      | Kék ibolya  | 4:48 |
| 9.      | Kavalkád    | 4:07 |
| 10.     | Ez a világ  | 4:11 |
| 11.     | Árva        | 4:16 |
| 12.     | Fecskés     | 3:21 |
| 13.     | Berek       | 1:57 |

### Videóklipek
| Év   | Dal             | Album            | Előadó              |
| ---- | --------------- | ---------------- | ------------------- |
| 2021 | Kék ibolya      | Utólag színezett | KACAJ               |
| 2022 | Holdvilág       | Utólag színezett | KACAJ               |
| 2022 | Szelidecske     | Utólag színezett | KACAJ               |
| 2023 | Ébredek         | -                | KACAJ & The Pontiac |
| 2024 | Ahogy szeretném | -                | KACAJ               |